# Коцюба, Александр Павлович
Александр Павлович Коцюба (род. 7 ноября 1939 года, с. Иванковцы Тывровского района Винницкой области) — украинский юрист. Член национальной академии правовых наук Украины. Депутат Верховной Рады Украины 1-го созыва.

## Биография
Александр Коцюба родился 7 ноября 1939 года.
В 1964 году окончил юридический факультет Киевского университета.
Учился в аспирантуре Киевского университета с 1973 по 1975 год.
С 1990 по 1994 годы — депутат Верховной рады Украины, возглавлял комиссию Верховной Рады по вопросам законодательства и законности.
С 2000 года — заместитель директора Института приватного права и предпринимательства Национальной академии правовых наук Украины и декан юридического факультета Академии муниципального управления.

## Научная деятельность
Является автором закона «Про выборы органов народовластия Украины», соавтор Декларации про государственный суверенитет Украины, проекта Конституции Украины и проекта Земельного кодекса Украины.
Основные работы:
- «Захист прав колгоспників у суді» (1974, у співавт.)
- «Особисте землекористування громадян» (1984)
- «Юридичний довідник з землекористування, колективного садівництва та городництва» (1988)
- «Землекористування громадян» (1994)
- «Україна і Народовладдя» (1998)